# Esternón (artrópodo)

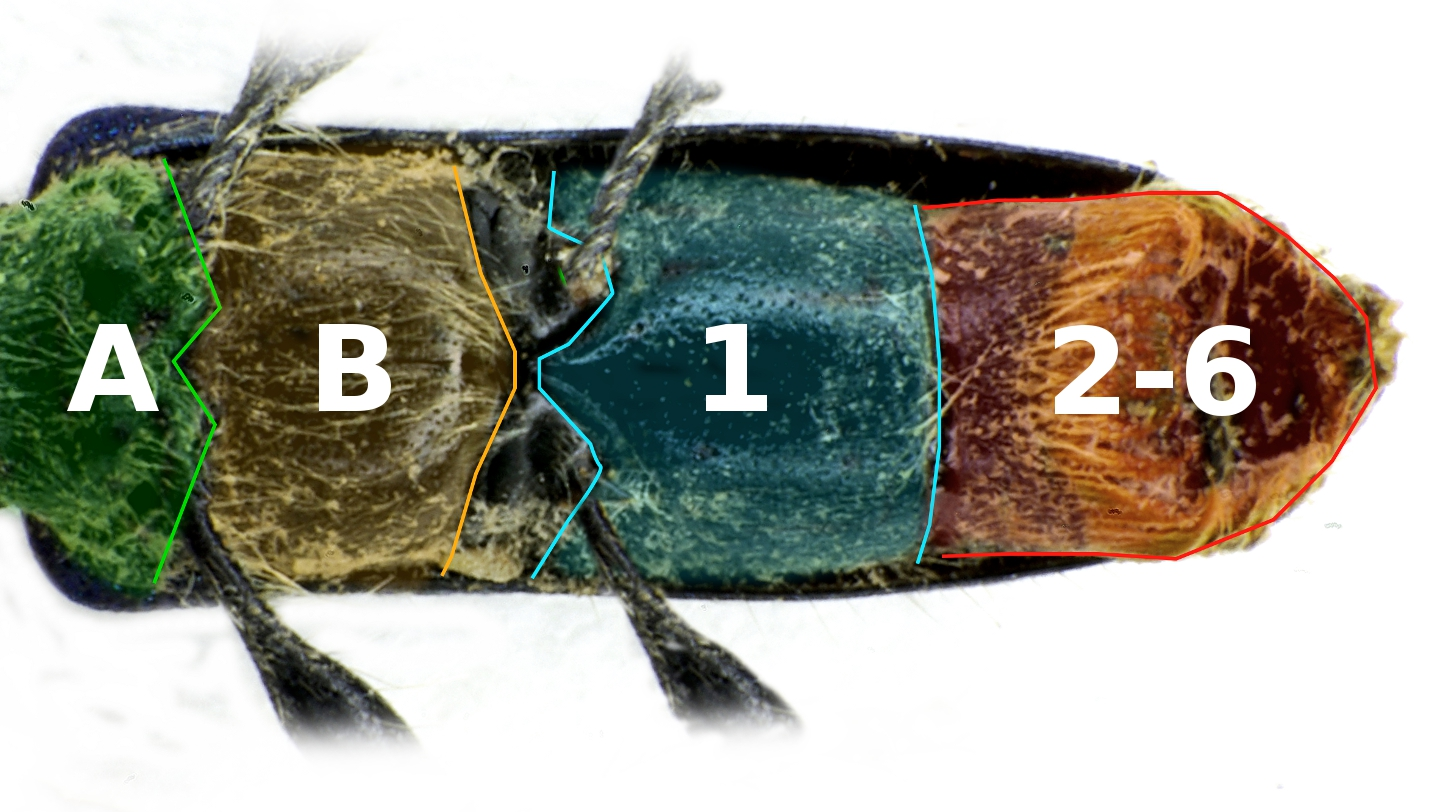
Esternones torácico y abdominal de un escarabajo. 'A' mesosternum, 'B' metasterno, '1' esternón abdominal primero, '2-6' resto de esternitos

El esternón es la porción ventral de un segmento de un artrópodo ya sea del tórax o del abdomen.
En los insectos, los esternones suelen ser únicos, escleritos largos y externos. Sin embargo, a veces pueden ser divididos en dos o más porciones, en cuyo caso las subunidades se llaman esternitos, y también se pueden modificar en los segmentos abdominales terminales a fin de formar parte de los genitales funcionales, en cuyo caso se reducen con frecuencia en tamaño y desarrollo y puede llegar a ser internalizados o ser membranosos.
Los ventritos son esternitos externamente visibles. Por lo general, el primer esternito está cubierto, por lo que los ventritos números no corresponden a esternitos numerosos.
El término también se utiliza en otros grupos de artrópodos tales como crustáceos, arácnidos y miriápodos. Esternitos en la pleon (abdomen) de un crustáceo puede ser denominado como pleonesternitos. Estos son los sitios de unión de los pleópodos (piernas natación). En las arañas, el esternón es la parte ventral del cefalotórax.